# Węglik tytanowo-krzemowy
Węglik tytanowo-krzemowy (Ti3SiC2) – tworzywo ceramiczne, związek węgla, tytanu i krzemu.

## Struktura i właściwości
Materiał ten łączy typowe właściwości wysokotemperaturowej ceramiki konstrukcyjnej tj. wysoka temperatura topnienia, wysoka sztywność itp., z właściwościami charakterystycznymi dla tworzyw metalicznych tj. niska twardość, zachowanie typu plastycznego pod wpływem obciążeń mechanicznych. W przypadku Ti3SiC2 plastyczność jest związana prawdopodobnie z jego heksagonalną strukturą, złożoną ze sztywnych warstw oktaedrów Ti-C, rozdzielonych przez warstwy krzemu. Budowa taka ułatwia wzajemne przemieszczanie się sztywnych warstw Ti-C w płaszczyźnie warstw krzemowych, a to pozwala na znaczniejsze odkształcenie ziaren tego materiału przed zniszczeniem. Dzięki temu ten wysoko ogniotrwały materiał ceramiczny daje się np. łatwo ciąć i obrabiać.
Badania wskazują, iż odmiana heksagonalna Ti3SiC2 jest stabilna termodynamicznie w niskich temperaturach i niskich ciśnieniach, zaś w wysokich temperaturach i ciśnieniach przechodzi w odmianę regularną o strukturze TiC. Należy dodać, że proszki Ti3SiC2 spiekają się do wysokich gęstości rzędu 95% gęstości teoretycznej w niskich jak na tworzywa węglikowe temperaturach rzędu 1500 ˚C.

## Zastosowanie
Potencjalne zastosowanie ten materiał może znaleźć jako: elementy pancerzy ochronnych, części maszyn itp.